# Мориц Буш
Юлиус Херман Мориц Буше германски публицист. Подписва Берлинския договор. Известен с публицистиката си за Бисмарк.

## Работен път
- 1851 – пише очерк от пътуването си в САЩ между реките Хъдсън и Мисисипи. В следващите години пише очерци за Египет, Гърция и Палестина.
- 1870 – 1890 – пресаташе на Бисмарк

Категория:Германски публицисти
1. ↑  118665421 //  Колективен нормативен архив.   Посетен на 17 март 2024 г.
2. ↑  Busch, Julius Herrmann Moritz //  . Т. 4.   с. 20-24. Посетен на 17 март 2024 г.